# Wspólnota administracyjna Oberkirch
Wspólnota administracyjna Oberkirch – wspólnota administracyjna (niem. Vereinbarte Verwaltungsgemeinschaft) w Niemczech, w kraju związkowym Badenia-Wirtembergia, w rejencji Fryburg, w regionie Südlicher Oberrhein, w powiecie Ortenau. Siedziba wspólnoty znajduje się w mieście Oberkirch, przewodniczącym jej jest Matthias Braun.
Wspólnota administracyjna zrzesza dwa miasta i jedną gminę wiejską:
- Lautenbach, 1 887 mieszkańców, 21,55 km²
- Oberkirch, miasto, 20 047 mieszkańców, 69,14 km²
- Renchen, miasto, 7 334 mieszkańców, 32,08 km²